# Кахин, Дахир Риял
Дахир Риял Кахин (сомал. Daahir Rayaale Kaahin; род. 12 марта 1952, Британский Сомалиленд) — сомалийский военный и политический деятель. Третий президент самопровозглашённой республики Сомалиленд.

## Биография
Дахир Риял Кахин родился в деревне Quljeedo неподалёку от Борама, в провинции Аудаль, в то время ещё Британском Сомалиленде. Поступил на военную службу.
В последние годы правления Мухаммеда Сиада Барре Кахин служил сержантом в Национальной службе безопасности и был начальником станции NSS в Бербере. Многие правозащитные органиции обвиняют Дахира в том, что он активно участвовал в пытках и убийствах мирных жителей, обвинённых в сотрудничестве с СНД. Жертвы репрессий требовали привлечь Дахир Риял Кахина к суду как военного преступника.

## Президент Республики Сомалиленд
После падения режима Сиада Барре северные области провозгласили независимое государство Сомалиленд. В самопровозглашённом государстве Кахин стал вице-президентом. После смерти президента Мухаммеда Хаджи Ибрагима Эгаля в Сомалиленде прошли президентские выборы, на которых победу одержал Дахир Риял Кахин, победивший с небольшим преимуществом. Инаугурация Кахина состоялась на чрезвычайном заседании правительства в столице Сомалиленда — Харгейсе.
В ноябре 2003 года объявил всех граждан Сомали, находящихся в Сомалиленде, персонами нон грата и приказал им покинуть республику в течение 45 дней.
26 июня 2010 года принял участие во вторых президентских выборах и занял второе место, получив 178 881 (33,23 %) голосов.